# Walt Lautenbach
Walter Henry Lautenbach, detto Walt (Milwaukee, 17 novembre 1922 – Wildwood, 9 settembre 1997), è stato un cestista statunitense, professionista nella NBL e nella NBA.